# Iakov Polonski
Pour les articles homonymes, voir Polonski.
Iakov Pétrovitch Polonski (en russe : Я́ков Петро́вич Поло́нский, né le 6 décembre 1819 (18 décembre dans le calendrier grégorien)  à Riazan et mort le 18 octobre 1898 (30 octobre dans le calendrier grégorien) à Saint-Pétersbourg) est un poète et écrivain russe, ami de Tourgueniev et l'auteur de la chanson populaire Mon feu brille dans le brouillard (« Мой костёр в тумане светит »). Il est le poète préféré d'Alexandre Blok.

## Biographie
Iakov Polonski faisait partie du cercle idéaliste de Moscou. Son premier recueil de poésies, Les Gammes, date de 1844.
Plus tard il fit un long séjour au Caucase et y rédigea un journal officiel, tout en publiant trois nouveaux recueils, dont le dernier porte le titre géorgien de Sazandar (Chantre, «Сазандар», 1849).
De 1856 à 1860, il vécut à Rome et à Paris et s'y prépara à imiter Tiouttchev et Maïkov, en devenant à son tour censeur pour la presse étrangère et membre du conseil de la direction générale de la Presse. Cela ne l'empêcha pas de collaborer poétiquement à la plupart des organes littéraires de l'époque, qui tous lui faisaient bon accueil, car il n'appartenait à aucun parti.
De ses premières fréquentations littéraires il ne gardait qu'une vague croyance à la perfectibilité progressive de l'existence nationale, partageant les déceptions communes, mais s'en consolant mélancoliquement dans un monde de rêve, que sa fantaisie peuplait d'idéals menus et fragiles, tels que de jouets d'enfants. Plusieurs de ses poèmes sont très mélodieux, et très sonores.
Le plus célèbre a pour titre Le Grillon musicien («Кузнечик-музыкант», 1859). Amoureux d'un rossignol qui l'a charmé par sa voix, le grillon arrive à découvrir et à joindre l'oiseau enchanteur — qui le dévore.

## Œuvres
Les œuvres majeures de Iakov Polonski sont :

## Extraits
Abeille

Abeille, toi qui péris avec la dernière fleur, 

 Ce n'est pas vainement 

 Que tes sœurs et toi-même 

 Avez paré la ruche des rayons d'ambre pure.  

 Or moi qui récoltais 

 Le fruit des fleurs dans le guéret du Seigneur 

 Je suis revenu de bonne heure, avant l'aube dans le jardin de mon père.

 

  Mais j'ai trouvé ma ruche renversée...  

  Où s'épanouissait le tournesol, 

  Poussent la broussaille et l'ortie,  

  Et je n'ai pas su où déposer le fardeau chéri.
,

## Sources
- K. Waliszewski, Littérature russe, Paris, A. Colin, 1900